# Burchard I de Suabia

Burchard I (n. între 855 și 860 – d. 5 sau 23 noiembrie 911) a fost duce de Alamania (Suabia de la anul 909 pînă la moarte și margraf de Raetia, ca și conte de Thurgau și de Bar.
Burchard era fiul contelui Adalbert al II-lea de Thurgau. El s-a căsătorit cu Liutgarda de Saxonia.
Către anul 900, Burchard era deja cel mai puternic om din Suabia. În 904, el administra și pământurile abației de Lorsch. În jurul anului 909, el a succedat lui Ruadulf din dinastia Welfilor ca dux sau marchio]] (duce sau margraf) de Raetia Secunda. Burchard a intrat într-un conflict cu contele palatin Erchanger și cu episcopul Solomon al III-lea de Konstanz, care erau loiali regelui Conrad I al Germaniei. Burchard a fost capturat și judecat pentru înaltă trădare. Găsit vinovat, el a fost executat, alături de fratele său, Adalbert al III-lea de Thurgau. Fiul său, Burchard al II-lea de Suabia, și nora sa, Regelinda, au plecat în Italia, fie ca exilați, fie ca refugiați. Moșiile lor din Raetia erau pierdute, deși mai târziu le vor recupera.
Fașp de celelalte ducate, starea Ducatului de Suabia a fost extrem de dezorganizată momentul dispariției lui Burchard I. După aceea, nu a mai existat un duce în sensul adevărat al termenului. Abia odată cu Erchanger, din anul 915, Suabia va deveni propriu-zis ducat.
Pe linie paternă, Burchard este strămoșul casei de Saxa-Coburg și Gotha, care astăzi îl include și pe regele Albert al II-lea al Belgiei.